# PGC 2060532
LEDA/PGC 2060532 ist eine Elliptische Galaxie vom Hubble-Typ E/S0 im Sternbild Corona Borealis am Nordsternhimmel. Sie ist schätzungsweise 447 Millionen Lichtjahre von der Milchstraße entfernt.

Im selben Himmelsareal befinden sich u. a. die Galaxien NGC 6108, NGC 6110, NGC 6112, NGC 6114.